# Eurema reticulata
Eurema reticulata is een vlindersoort uit de familie van de Pieridae (witjes), onderfamilie Coliadinae.
Eurema reticulata werd in 1871 beschreven door Butler.